# Fußball-Verbandspokal 2019/20
Über den Fußball-Verbandspokal 2019/20 wurden 22 Teilnehmer der 21 Landesverbände des DFB am DFB-Pokal 2020/21 ermittelt. Die Sieger der Verbandspokale waren zur Teilnahme an der ersten Runde des DFB-Pokals berechtigt. Die drei Landesverbände mit den meisten Herrenmannschaften im Spielbetrieb – Bayern, Niedersachsen und Westfalen – entsandten zusätzlich jeweils einen zweiten Teilnehmer. Somit qualifizierten sich 24 Amateurvereine für den nationalen Pokalwettbewerb, davon 22 über die Verbandspokale. Zweite Mannschaften von Vereinen und Kapitalgesellschaften durften nicht am DFB-Pokal teilnehmen.
In Niedersachsen qualifizierten sich die Sieger beider Pokalwettbewerbe für den DFB-Pokal, in Bayern die beste teilnahmeberechtigte Mannschaft des Zeitraums 2019/20 der Regionalliga-Spielzeit 2019–21 (1. FC Schweinfurt 05) zusätzlich zum Sieger des Verbandspokals für die erste Hauptrunde des DFB-Pokals, in Westfalen war dies die siegreiche Mannschaft (SC Wiedenbrück) des Qualifikationsspiels zwischen der besten teilnahmeberechtigten Mannschaft der Oberliga Westfalen 2019/20 und der besten teilnahmeberechtigten westfälischen Mannschaft der Regionalliga West 2019/20.
Hätte ein Verbandspokalsieger einen der ersten vier Plätze der 3. Liga erreicht, wäre der unterlegene Finalist nachgerückt.

## Endspiele
Die Tabelle gibt eine Übersicht über die Verbandspokal-Endspiele der Saison 2019/20. Alle Spiele hätten am Finaltag der Amateure, der ursprünglich für den 23. Mai 2020, den Tag des Endspiels des DFB-Pokals 2019/20, angesetzt war, stattfinden sollen. Aufgrund der COVID-19-Pandemie und des verschobenen DFB-Pokalfinales wurde der Finaltag der Amateure auf den 22. August terminiert. Das Endspiel des bayerischen Pokals wurde jedoch zu einem späteren Zeitpunkt, am 5. September, ausgetragen und live im BR Fernsehen übertragen. Die zeitgenauen Ansetzungen der anderen Begegnungen wurden nach Vorlage der ARD am 8. August bekanntgegeben. Die Anstoßzeiten waren 14:45 Uhr, 16:45 Uhr und 17:45 Uhr. In der letzten Anstoßzeit spielten die Verbände, die ihr Finale ohne Verlängerung austrugen und im Falle eines Unentschiedens direkt ins Elfmeterschießen gingen.
Die Mannschaften, die sich für den DFB-Pokal qualifiziert hatten, sind fett dargestellt.
| Verband                | Pokal                                                                                       | Termin                 | Austragungsort       | Stadion                                      | 1. Finalist                  | Ergebnis                         | 2. Finalist                     |
| ---------------------- | ------------------------------------------------------------------------------------------- | ---------------------- | -------------------- | -------------------------------------------- | ---------------------------- | -------------------------------- | ------------------------------- |
| Baden                  | bfv-Rothaus-Pokal                                                                           | 16:45 Uhr              | Hoffenheim           | Dietmar-Hopp-Stadion                         | FC Nöttingen (OL)            | 1:4 (0:0)                        | SV Waldhof Mannheim (3L)        |
| Bayern 1 2             | Toto-Pokal (2019/20)                                                                        | 5. September 14:00 Uhr | München              | Städtisches Stadion an der Grünwalder Straße | TSV 1860 München (3L) 3      | 1:1 (0:0) (4:1 i. E.)            | Würzburger Kickers (3L)         |
| Berlin                 | AOK-Landespokal Berlin                                                                      | 16:45 Uhr              | Berlin               | Friedrich-Ludwig-Jahn-Sportpark              | FC Viktoria 1889 Berlin (RL) | 0:6 (0:1)                        | VSG Altglienicke (RL)           |
| Brandenburg            | AOK-Landespokal Brandenburg (2019/20)                                                       | 14:45 Uhr              | Luckenwalde          | Werner-Seelenbinder-Stadion                  | FSV Union Fürstenwalde (RL)  | 2:1 (2:0)                        | SV Babelsberg 03 (RL)           |
| Bremen                 | Lotto-Pokal Bremen                                                                          | 17:45 Uhr              | Bremen               | Florian Wellmann Stadion                     | Blumenthaler SV (OL)         | 2:2 (2:2) (2:3 i. E.)            | FC Oberneuland (OL)             |
| Hamburg                | Lotto-Pokal Hamburg                                                                         | 14:45 Uhr              | Hamburg              | Wolfgang-Meyer-Sportanlage                   | Eintracht Norderstedt (RL)   | 5:1 (2:1)                        | TSV Sasel (OL)                  |
| Hessen                 | Bitburger Hessenpokal (2019/20)                                                             | 16:45 Uhr              | Frankfurt am Main    | PSD Bank Arena                               | FSV Frankfurt (RL)           | 0:1 (0:1)                        | TSV Steinbach Haiger (RL)       |
| Mecklenburg-Vorpommern | Lübzer Pils Cup                                                                             | 16:45 Uhr              | Rostock              | Ostseestadion                                | Hansa Rostock (3L)           | 3:0 (1:0)                        | Torgelower FC Greif (OL)        |
| Mittelrhein            | Bitburger-Pokal (2019/20)                                                                   | 16:45 Uhr              | Bonn                 | Sportpark Nord                               | 1. FC Düren (OL)             | 1:0 (1:0)                        | Alemannia Aachen (RL)           |
| Niederrhein            | RevierSport-Niederrheinpokal                                                                | 14:45 Uhr              | Essen                | Stadion Essen                                | Rot-Weiss Essen (RL)         | 3:1 (1:0)                        | 1. FC Kleve (OL)                |
| Niedersachsen 1        | Krombacher Niedersachsenpokal 3. Liga und Regionalliga (2019/20)                            | 23. August 15:00 Uhr   | Rehden               | Sportplatz Waldsportstätten                  | BSV Rehden (RL)              | 1:4 (0:1)                        | TSV Havelse (RL) 4              |
| Niedersachsen 1        | Krombacher Niedersachsenpokal Amateure (2019/20)                                            | 17:45 Uhr              | Hannover             | Eilenriedestadion                            | MTV Gifhorn (OL)             | 2:3 (1:1)                        | MTV Eintracht Celle (OL)        |
| Rheinland              | Bitburger-Rheinlandpokal                                                                    | 14:45 Uhr              | Koblenz              | Stadion Oberwerth                            | FC Karbach (OL)              | 0:5 (0:1)                        | FV Engers 07 (OL)               |
| Saarland               | Sparkassenpokal Saar                                                                        | 16:45 Uhr              | Elversberg           | Waldstadion Kaiserlinde                      | FC 08 Homburg (RL)           | 2:2 n. V. (2:2, 0:0) (4:5 i. E.) | SV Elversberg (RL)              |
| Sachsen                | Wernesgrüner Sachsenpokal (2019/20)                                                         | 14:45 Uhr              | Eilenburg            | Ilburg-Stadion                               | FC Eilenburg (OL)            | 1:2 (0:1)                        | Chemnitzer FC (3L)              |
| Sachsen-Anhalt         | FSA-Pokal                                                                                   | nicht ausgetragen 5    | nicht ausgetragen 5  | nicht ausgetragen 5                          | nicht ausgetragen 5          | nicht ausgetragen 5              | nicht ausgetragen 5             |
| Schleswig-Holstein     | SHFV-Lotto-Pokal (2019/20)                                                                  | 16:45 Uhr              | Malente              | Uwe Seeler Fußball Park                      | SV Todesfelde (OL)           | 3:2 (1:2)                        | VfB Lübeck (RL)                 |
| Südbaden               | SBFV-Rothaus-Pokal                                                                          | 14:45 Uhr              | Freiburg im Breisgau | Dreisamstadion                               | 1. FC Rielasingen-Arlen (OL) | 3:0 (1:0)                        | SV Oberachern (OL)              |
| Südwest                | Bitburger Verbandspokal                                                                     | 16:45 Uhr              | Pirmasens            | Sportpark Husterhöhe                         | 1. FC Kaiserslautern (3L)    | 0:0 n. V. (5:3 i. E.)            | SV Alemannia Waldalgesheim (VL) |
| Thüringen              | Köstritzer Pokal                                                                            | 14:45 Uhr              | Jena                 | Ernst-Abbe-Sportfeld                         | FSV Martinroda (OL) 6        | 2:8 (1:3)                        | FC Carl Zeiss Jena (3L)         |
| Westfalen 1            | Krombacher Westfalenpokal (2019/20)                                                         | 17:45 Uhr              | Kamen                | Sportschule Kaiserau                         | RSV Meinerzhagen (OL)        | 2:0 (1:0)                        | SV Schermbeck (OL)              |
| Westfalen 1            | Qualifikationsspiel der bestplatzierten Mannschaften Oberliga Westfalen – Regionalliga West | 25. August             |                      |                                              | SC Wiedenbrück (OL)          | 4:0 (1:0)                        | SV Rödinghausen (RL)            |
| Württemberg            | DB Regio-wfv-Pokal (2019/20)                                                                | 14:45 Uhr              | Stuttgart            | Gazi-Stadion auf der Waldau                  | TSG Balingen (RL)            | 0:3 (0:0)                        | SSV Ulm 1846 (RL)               |

| Spielklassenzuordnung der gleichen Saison | Spielklassenzuordnung der gleichen Saison |
| ----------------------------------------- | ----------------------------------------- |
| (3L)                                      | 3. Liga                                   |
| (RL)                                      | Regionalliga (4. Liga)                    |
| (OL)                                      | Oberliga (5. Liga)                        |
| (VL)                                      | Verbandsliga (6. Liga)                    |